# Kazimierzów (województwo dolnośląskie)
Kazimierzów – wieś w Polsce położona w województwie dolnośląskim, w powiecie strzelińskim, w gminie Borów.

## Podział administracyjny
W latach 1975–1998 miejscowość administracyjnie należała do województwa wrocławskiego.

## Demografia
Według Narodowego Spisu Powszechnego (III 2011 r.) liczył 39 mieszkańców. Jest najmniejszą miejscowością gminy Borów.